# Turany nad Ondavou, Stropkov
Turany nad Ondavou este o comună slovacă, aflată în districtul Stropkov din regiunea Prešov. Localitatea se află la altitudinea de 176 m deasupra n.m., se întinde pe o suprafață de 9,6 km2 și în 2017 număra 373 de locuitori.

## Istoric
Localitatea Turany nad Ondavou este atestată documentar din 1567.

## Demografie
| An:                | 1994 | 2004   | 2014   | 2024    |
| ------------------ | ---- | ------ | ------ | ------- |
| Număr de persoane: | 409  | 402    | 388    | 345     |
| Diferență:         |      | −1,71% | −3,48% | −11,08% |

| An:                | 2023 | 2024   |
| ------------------ | ---- | ------ |
| Număr de persoane: | 347  | 345    |
| Diferență:         |      | −0,57% |